# Phyllagathis latisepala
Phyllagathis latisepala là một loài thực vật có hoa trong họ Mua. Loài này được C. Chen miêu tả khoa học đầu tiên năm 1984.